# Dysstroma subglauca
Dysstroma subglauca là một loài bướm đêm trong họ Geometridae.